# Võnnu (Ridala)
Võnnu – wieś w Estonii, w prowincji Lääne, w gminie Ridala.